# Marianne Rosenberg
Marianne Rosenberg, nemška pevka zabavne glasbe, * 10. marec 1955, Berlin, Nemčija.
Marianne Rosenberg se je rodila kot tretji izmed sedmih otrok. Njen oče Otto Rosenberg, ki je bil Rom, je posnel njeno prvo pesem z naslovom Mr. Paul McCartney, potem ko je zmagala na tekmovanju pevskih talentov pri starosti 14 let. Pesem je postala uspešnica v Nemčiji. 
Njene največje uspešnice so pesmi Fremder Mann, Er gehört zu mir (posneta tudi v angleščina|angleščini pod naslovom How Can I Go Now?), Lieder der Nacht in Marleen, ki so bile vse zelo priljubljene v začetku in sredini sedemdesetih let zlasti v Zahodni Nemčiji. Nekatere pesmi so postale uspešne tudi drugod po Evropi, zlasti v Avstriji in na Nizozemskem. S pesmijo Er gehört zu mir je leta 1975 nastopila na nemškem nacionalnem preizboru za Pesem Evrovizije, a je zasedla šele 10. mesto. Kljub temu je pesem požela veliko popularnost. V prihodnjih letih je še večkrat sodelovala na nacionalnih evrovizijskih izborih, a ni nikoli zmagala. Leta 1976 je nastopila na luksemburškem predizboru, a jo je premagal Jürgen Marcus. 
Leta 1982 je opustila popevkarsko kariero ter pričela snemati plošče v okviru Novega nemškega vala. Igrala je tudi v več filmih.
Konec osemdesetih let je znatno spremenila svojo podobo na odrskih nastopih ter postala bistveno bolj aekstravagantna ter se začela zavzemati tudi za liberalna politična stališča. Posledično je postala gejevska ikona.
Leta 2004 je ponovno izdala nekoliko spremenjeno inačico pesmi Marleen, nato pa še Er gehört zu mir. Obe pesmi sta se pojavili na nemški glasbeni lestvici med 100 najuspešnejšimi pesmimi. Istega leta je izdala tudi diskovsko obarvan album Für immer wie heute, ki je na lestvici albumov zasedel 12. mesto.  

## Diskografija
- 1970 Mr. Paul McCartney
- 1971 Fremder Mann
- 1972 Er ist nicht wie du
- 1974 Wären Tränen aus Gold
- 1975 Er gehört zu mir
- 1975 Ich bin wie du
- 1976 Lieder der Nacht
- 1976 Marleen
- 1979 Wo ist Jane
- 1980 Ruf an!
- 1980 Ich hab' auf Liebe gesetzt
- 1982 Nur Sieger stehn im Licht
- 1989 Ich denk an dich
- 1992 Nur eine Nacht
- 2000 Himmlisch
- 2001 Nur das Beste
- 2004 Lieder der Nacht-Special ed.
- 2004 Für Immer Wie Heute
- 2008 I'm a woman
- 2011 Regenrhythmus